# Gokoku-jinja
Un gokoku-jinja (Kyūjitai: 護國神社, Shinjitai: 護国神社?   literalmente, "santuario para la protección de la nación")  es un santuario sintoísta dedicado a los espíritus de las personas que murieron en las guerras que realizó Japón desde la Restauración Meiji hasta el final de la Segunda Guerra Mundial. Si bien, estos santuarios fueron conocidos en un comienzo con varios nombres como  shōkonjō (招魂場?   "sitio de invitación a los espíritus") y shōkonsha (招魂社?   "santuarios de invitación a los espíritus"), no fue en 1875 cuando se unificó el nombre a shōkonsha y luego renombrados a gokoku-jinja en 1939 por orden del Ministerio del Interior.

## Historia
El rito de honrar a los soldados muertos en combate en los santuarios se remonta a la década de 1840 en los feudos locales hasta después de la Restauración Meiji (1868). En el quinto mes de 1868, el gobierno Meiji institucionaliza la recordación de los soldados que fallecieron defendiendo su país, y es desde ese momento en que se crean santuarios y sitios para apaciguar dichos espíritus. En 1869 se fundó el santuario Tōkyō Shōkonsha, en donde se le rinde tributo a las 3.588 almas que fallecieron durante la Guerra Boshin de 1868. 
Con la abolición del sistema han de 1871, todos los shōkonsha locales estuvieron bajo la jurisdicción nacional, teniendo al Tōkyō Shōkonsha como el santuario principal de todos los sitios de dedicación a espíritus en Japón. Con la unificación de todos los santuarios en 1875, se instituyó el rito kansai shōkonsha de carácter estatal, y también cualquier espíritu que se agregara a un santuario local automáticamente era listado como espíritu en el Tōkyō Shōkonsha. De igual modo existían shōkonsha privados donde se le rendía tributo a los antiguos señores feudales fallecidos en combate y poseían un "rito privado".
Hacia 1879 el Tōkyō Shōkonsha cambia de nombre a Santuario Yasukuni y es promovido a "santuario nacional de rango especial", pero el resto de los shōkonsha no son ascendidos hasta 1939 cuando por orden del Ministerio del Interior promueve los 110 shōkonsha estatales y privados como gokoku-jinja.
Fueron clasificados en dos categorías: los "especialmente selectos" por dicho ministerio, y el resto que no tenían dicha designación. Los santuarios especiales existían una por prefectura y los espíritus que residían en el santuario (saijin) debían ser de personas que residieron en dicha prefectura. Cada uno de estos santuarios era manejado por un sacerdote jefe y varios sacerdotes asociados. Además estos santuarios no estaban dentro del sistema de rangos de santuarios a nivel nacional (kindai shakaku seido), aun cuando fueron designados de facto como santuarios a nivel de prefectura. Los otros santuarios que no eran "especialmente selectos" eran considerados como "santuarios de villa". 
Tras la rendición de Japón en 1945, estos santuarios fueron muy vigilados por las autoridades de ocupación, y muchos debieron cambiar sus nombres, aunque tras la recuperación de la soberanía en 1952 dichos cambios fueron revertidos. De igual manera, estos santuarios se desligaron de la administración local como el resto de los santuarios sintoístas, registrándose como personas jurídicas religiosas y posteriormente como corporaciones religiosas independientes bajo el control del Jinja Honchō. Actualmente, estos santuarios siguen listando los espíritus de las personas que han fallecido en servicio ante organizaciones locales públicas y de igual modo el Santuario Yasukuni sigue fungiendo como santuario principal de los gokoku jinja.

## Lista
| Nombre                        | Kanji              | Ciudad     | Imagen |
| ----------------------------- | ------------------ | ---------- | ------ |
| Hokkaidō-gokoku-jinja         | 北海道護國神社     | Asahikawa  |        |
| Sapporo-gokoku-jinja          | 札幌護國神社       | Sapporo    |        |
| Hakodate-gokoku-jinja         | 函館護國神社       | Hakodate   |        |
| Fukushima-ken-gokoku-jinja    | 福島縣護國神社     | Fukushima  |        |
| Miyagi-ken-gokoku-jinja       | 宮城縣護國神社     | Sendai     |        |
| Yamagata-ken-gokoku-jinja     | 山形縣護國神社     | Yamagata   |        |
| Iwate-gokoku-jinja            | 岩手護國神社       | Morioka    |        |
| Akita-ken-gokoku-jinja        | 秋田縣護國神社     | Akita      |        |
| Aomori-ken-gokoku-jinja       | 青森縣護國神社     | Hirosaki   |        |
| Chiba-ken-gokoku-jinja        | 千葉縣護國神社     | Chiba      |        |
| Saitama-ken-gokoku-jinja      | 埼玉縣護國神社     | Saitama    |        |
| Gunma-ken-gokoku-jinja        | 群馬縣護國神社     | Takasaki   |        |
| Tochigi-ken-gokoku-jinja      | 栃木縣護國神社     | Utsunomiya |        |
| Ibaraki-ken-gokoku-jinja      | 茨城縣護國神社     | Mito       |        |
| Yamanashi-ken-gokoku-jinja    | 山梨縣護國神社     | Kōfu       |        |
| Shizuoka-ken-gokoku-jinja     | 靜岡縣護國神社     | Shizuoka   |        |
| Aichi-ken-gokoku-jinja        | 愛知縣護國神社     | Nagoya     |        |
| Gifu-gokoku-jinja             | 岐阜護國神社       | Gifu       |        |
| Nōhi-gokoku-jinja             | 濃飛護國神社       | Ōgaki      |        |
| Hida-gokoku-jinja             | 飛騨護國神社       | Takayama   |        |
| Nagano-ken-gokoku-jinja       | 長野縣護國神社     | Matsumoto  |        |
| Mie-gokoku-jinja              | 三重縣護國神社     | Tsu        |        |
| Niigata-ken-gokoku-jinja      | 新潟縣護國神社     | Niigata    |        |
| Toyama-ken-gokoku-jinja       | 富山縣護國神社     | Toyama     |        |
| Ishikawa-gokoku-jinja         | 石川護國神社       | Kanazawa   |        |
| Fukui-ken-gokoku-jinja        | 福井縣護國神社     | Fukui      |        |
| Shiga-ken-gokoku-jinja        | 滋賀縣護國神社     | Hikone     |        |
| Kyōto-ryōzen-gokoku-jinja     | 京都霊山護國神社   | Kioto      |        |
| Ōsaka-gokoku-jinja            | 大阪護國神社       | Ōsaka      |        |
| Hyōgo-ken-Kōbe-gokoku-jinja   | 兵庫縣神戸護國神社 | Kōbe       |        |
| Hyōgo-ken-Himeji-gokoku-jinja | 兵庫縣姫路護國神社 | Himeji     |        |
| Nara-ken-gokoku-jinja         | 奈良縣護國神社     | Nara       |        |
| Wakayama-ken-gokoku-jinja     | 和歌山縣護國神社   | Wakayama   |        |
| Okayama-ken-gokoku-jinja      | 岡山縣護國神社     | Okayama    |        |
| Bingo-gokoku-jinja            | 備後護國神社       | Fukuyama   |        |
| Hiroshima-gokoku-jinja        | 廣島護國神社       | Hiroshima  |        |
| Yamaguchi-ken-gokoku-jinja    | 山口縣護國神社     | Yamaguchi  |        |
| Matsue-gokoku-jinja           | 松江護國神社       | Matsue     |        |
| Hamada-gokoku-jinja           | 濱田護國神社       | Hamada     |        |
| Tottori-ken-gokoku-jinja      | 鳥取縣護國神社     | Tottori    |        |
| Tokushima-ken-gokoku-jinja    | 徳島縣護國神社     | Tokushima  |        |
| Kagawa-ken-gokoku-jinja       | 香川縣護國神社     | Zentsūji   |        |
| Ehime-ken-gokoku-jinja        | 愛媛縣護國神社     | Matsuyama  |        |
| Kōchi-ken-gokoku-jinja        | 高知縣護國神社     | Kōchi      |        |
| Fukuoka-ken-gokoku-jinja      | 福岡縣護國神社     | Fukuoka    |        |
| Saga-ken-gokoku-jinja         | 佐賀縣護國神社     | Saga       |        |
| Ōita-ken-gokoku-jinja         | 大分縣護國神社     | Ōita       |        |
| Kumamoto-ken-gokoku-jinja     | 熊本縣護國神社     | Kumamoto   |        |
| Miyazaki-ken-gokoku-jinja     | 宮崎縣護國神社     | Miyazaki   |        |
| Nagasaki-ken-gokoku-jinja     | 長崎縣護國神社     | Nagasaki   |        |
| Kagoshima-ken-gokoku-jinja    | 鹿児島縣護國神社   | Kagoshima  |        |
| Okinawa-ken-gokoku-jinja      | 沖縄縣護國神社     | Naha       |        |

1. ↑  La escritura oficial de los nombres de estos santuarios está en Kyūjitai, previo a la reforma de 1946.
2. ↑  Nōhi (濃飛?) es una combinación de los kanjis de las provincias de Mino (美濃) y Hida (飛騨)